# 1739 a tudományban
Az 1739. év a tudományban és a technikában.

## Díjak
- Copley-érem: Stephen Hales

## Születések
- december 14. - Pierre Samuel du Pont de Nemours közgazdász († 1817)

## Halálozások
- április 19. - Nicholas Saunderson matematikus (* 1682)